# Seligman (Arizona)
Seligman è un census-designated place (CDP), nella Contea di Yavapai, in Arizona, USA. Nel censimento del 2000, la popolazione ammontava a 456 abitanti. Si tratta di una piccola città che si trova lungo la Route 66, della quale conserva ancora il sapore.

## Storia
La città è stata fondata nel 1895, successivamente al completamento della ferrovia di cui diventò un importante scalo noto come "Prescott Junction". Negli anni venti Seligman fu raggiunta anche dalla Route 66 che divenne la principale fonte di guadagno per la città.
A partire dagli anni settanta, a seguito dell'inizio della costruzione dell'Interstate 40, Seligman iniziò ad essere tagliata fuori dai principali percorsi turistici; infine, ad aggravare la situazione, nel 1985 la Santa Fe Railroad cessò la propria attività in loco.
Il glorioso passato di Seligman è ancora evidente sulla strada principale dove sono sopravvissuti motel come l'Aztec, il famoso Snow Cap, café come il Copper Cart ed il 66 Road Kill, nonché numerosi negozi di articoli da regalo sul tema della Route 66, come The Rusty Bolt.

### Citazioni cinematografiche
Il paese è stato fonte di ispirazione del film Disney Cars - Motori ruggenti.

## Geografia fisica
La città è sul percorso della Route 66 e della precedente Mojave Road.
Secondo l'United States Census Bureau, il CDP comprende un'area totale di 16,5 km².

## Negozi e servizi

### Snow Cap
Nel 1953 Juan Delgadillo, con a disposizione pochissimo denaro e del legname di scarto, costruì lo Snow Cap Drive-In che, nell'arco di 50 anni, grazie al buon cibo, ma soprattutto per merito del divertente proprietario (noto come il clown della Route 66), diventò famoso in tutto il mondo.